# الجيش الملكي الكمبودي
الجيش الكمبودي الملكي هي القوات المسلحة التابعة لمملكة كمبوديا حيث يصل عدد القوات البرية الي 75000

## عمليات حفظ السلام
ارسل الجيش الملكي الكمبودي أفراد قواته المسلحة لمختلف المناطق الواقعة تحت تدخل قوات حفظ السلام التابعة للامم المتحدة فقد شارك الجيش الكمبودي بعمليات حفظ السلام في كل من السودان وتشاد وهايتي والكونغو